# Inner Mongolia
Inner Mongolia (inne nazwy: Inner Monglia, Nei Monggol) – meteoryt kamienny należący do chondrytów oliwinowo-hiperstenowych L 6, którego spadek zaobserwowano w 1962 lub 1963 roku w regionie autonomicznym Mongolia Wewnętrzna, na północy Chin. Z miejsca spadku pozyskano 3 kg masy meteorytowej.